# 三春西バイパス
三春西バイパス（みはるにしバイパス）は、福島県郡山市から田村郡三春町に至る国道288号のバイパスである。

## 概要
- 起点：郡山市西田町木村（郡山東部広域農道交点）
- 終点：田村郡三春町雁木田（福島県道54号須賀川三春線交点）
- 全長：3.46km
- 計画幅員：14.0（25.0）m

中通り地方と浜通り地方の物流の幹線としてJR舞木駅周辺の本線の狭隘、悪線形による渋滞解消、および磐越自動車道郡山東インターチェンジと三春町内のアクセス向上を目的として1997年（平成9年）度に着工された。2010年（平成22年）6月15日に三春町雁木田から郡山市西田町大田（郡山市道大田2号線）までの終点側1.6kmが暫定2車線で部分開通した。残る区間においても事業継続されていたが、2011年3月11日に発生した東日本大震災による津波と福島第一原発事故の被害を受けた双葉郡の復興を支援するためのふくしま復興再生道路として重点的に整備が行われ、2013年5月23日に暫定2車線で全線開通した。

### 道路施設
みはる岩江橋（磐越自動車道）
- 全長：118.8m
- 形式：3径間鋼連続鈑桁橋

建設時の仮称は三春西1号橋。三春町立岩江小学校の児童により名付けられ、銘板の揮毫も児童たちが担当した
雪村大橋
- 全長：132.2m
  - 主径間：44.9m
- 幅員：9.25（12.25）m
- 形式：3径間連続鋼連続鈑桁橋
- 竣工：2007年
- 施工：住友金属工業

郡山市西田町大田字中野内から字金堀を経て字宮木田に跨り、一級水系阿武隈川水系桜川支流八島川とそれに沿うJR磐越東線、郡山市道大田2号線を渡る。建設時の仮称は三春西2号橋であった。。橋上は上下対向2車線で供用され、上り線側に幅員3.0mの歩道が設置されている。桁部には耐候性鋼材が用いられている。総工費は5億2400万円。
三春大橋
- 全長：86.3m
  - 主径間：47.7m
- 幅員：9.25（12.25）m
- 形式：2径間鋼連続鈑桁橋
- 竣工：2007年
- 施工：片山ストラテック[7]

三春町字一本松から字大久保に跨り、一級水系阿武隈川水系桜川とそれに並行する国道288号現道を渡る。国道改築事業として建設された。橋上は上下対向2車線で供用され、上り線側に幅員3mの歩道が設置されている。桁部には耐候性鋼材が用いられている。総工費は4億9千万円。

## 途中交差する道路
- 郡山東部広域農道（起点）
- 福島県道54号須賀川三春線（終点）

## 隣接するバイパス
（郡山方面）郡山東バイパス  - 三春西バイパス - 三春バイパス（大熊方面）